# パサン (軍人)

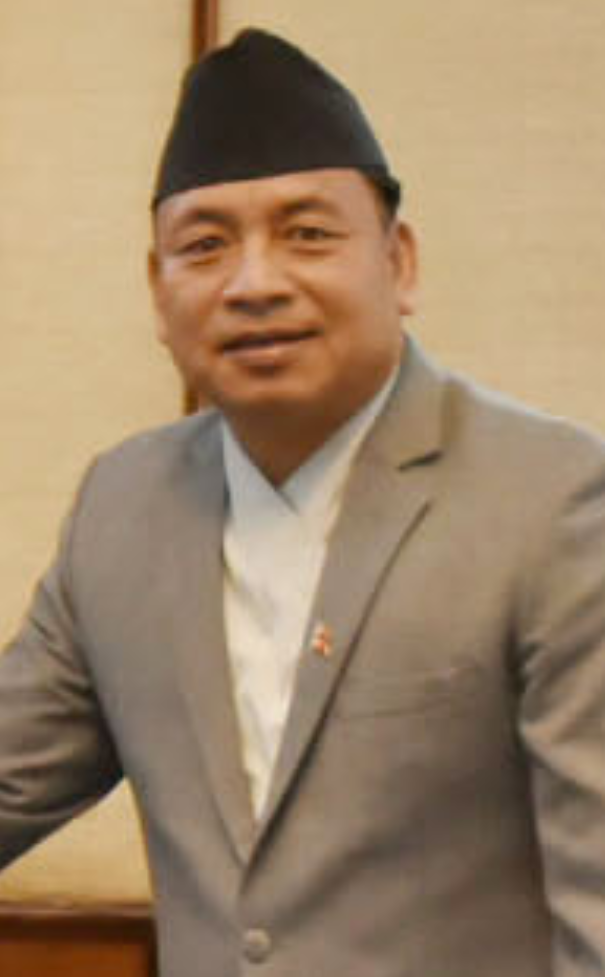
パサン (軍人)

パサン（Pasang）の通称で知られるナンダ・キショール・プン（Nanda Kishore Pun）は、ネパールの軍人（ゲリラ）、革命家。2015年10月31日から2023年3月20日まで、第2代副大統領を務めた。
2008年9月12日、ネパール人民解放軍の最高責任者に就任。ネパール共産党毛沢東主義派の人民解放軍の4人の副司令官の一人（最高司令官はプラチャンダ議長）であったが、プラチャンダが首相就任とともに最高司令官を辞任し、制憲議会議員になったプラバカール、アナンタも副司令官を辞任し文民になったことによって、空席になっていた人民解放軍の総責任者に軍籍にあったパサンが就任したと見られる。
ネパール内戦で活躍、伝説の司令官と言われた。マガール族出身。

## 経歴
険しい山国の西ネパール、ロルパ郡、ランシ村の生まれ。若いときから共産主義者で、共産主義青年連盟（YCL）に所属。1990年の選挙のとき、郡の委員長になる。
毛沢東派の前身、「ネパール共産党統一センター派」の郡委員会委員としてロルパ郡で活動していた｡統一センターは分裂後､「ネパール共産党毛沢東主義派（マオイスト、毛派）」となる。共産主義青年連盟は武装集団「ラダク・ダルス」に変貌、人民戦争（ネパール内戦）の実戦部隊としてゲリラ活動を開始する。これが後の「人民解放軍」である。1996年2月13日、ホレリにある警察駐在所をアナンタの指揮のもとに襲う。パサンはこのときアナンタの副指揮官として参加。5月、党が「分隊」を組織すると、パサンは指揮官となる。2001年9月、「人民解放軍」が組織されると、第5大隊指揮官となる。その後、「旅団」、「師団」と大きな部隊が組織されるたびにその指揮官となってきた。
2001年11月、初めて陸軍の基地を攻撃した西ネパール・ダン郡ゴラヒの攻撃では、パサンは自ら情報を集め、作戦計画を立てたという。その結果、迫撃砲や弾薬など大量の武器を手に入れ、大きな成果を収めた。2004年のベニの攻撃では4500人が参加し、そのうち1900人は「ボランティア」であった。一方失敗した作戦もあったが、パサンは情報収集の不足が原因であったと小倉清子のインタビューに答えている。
2005年、4人の副司令官の一人となる。
2008年、人民解放軍の最高責任者に就任。今後は「包括的和平協定」で決められている人民解放軍と国軍の統合が課題となる。国軍制服組のトップ・ルークマングド・カトワル陸軍参謀総長は公然と統合に反対しており、難事業になると見られている。
2015年10月31日、パラマーナンダ・ジャーの後任として副大統領に就任。